# Więzadło poboczne piszczelowe

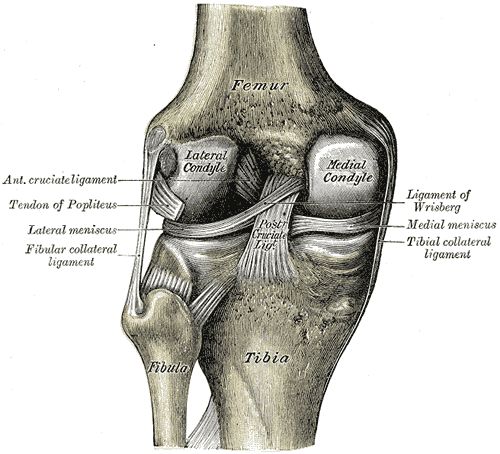
Lewy staw kolanowy widziany od tyłu. Więzadło poboczne piszczelowe (tibial collateral ligament) znajduje się w centrum grafiki po prawej stronie.

Więzadło poboczne piszczelowe, więzadło poboczne przyśrodkowe (łac. ligamentum collaterale tibiale, ligamentum collaterale mediale) – jedno z więzadeł stawu kolanowego.
U człowieka przyczepia się do nadkłykcia przyśrodkowego kości udowej, biegnie ku dołowi, kończąc się przyczepem do części przyśrodkowej brzegu podpanewkowego i dalej do kości piszczelowej. Jest zrośnięte z torebką stawową i łąkotką przyśrodkową. Jego funkcją jest usztywnienie stawu w pozycji wyprostnej.